# 엘리너 H. 포터

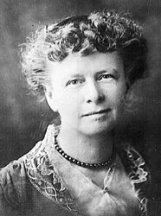
엘리너 H. 포터

엘리너 H. 포터(Eleanor Hodgman Porter, 1868년 12월 19일 - 1920년 5월 21일)는 미국의 소설가이다. 뉴햄프셔 리틀턴에서 태어났다. 그의 가장 대표적인 소설로는 1913년에 발표된 Pollyanna(폴리애나)가 있다.
당시 독자들의 성원에 힘입어 속편격인 《Pollyanna Grow Up》이 출간되기도 하였다. 한국에서는 여러 출판사에서 간행되었는데, 대표적으로 청목사에서 "파레아나의 편지"란 제목으로 출판되었다. 이 소설은 미국에서 큰 반향을 일으켰고, 그 이름 자체가 "극단적 낙천가" 또는 "어리석을 정도로 낙천적인"이란 의미로 확대되었다.